# Villasrubias
Villasrubias ist ein Ort und eine nordspanische Gemeinde (municipio) mit 236 Einwohnern (Stand: 2024) in der Provinz Salamanca in der Autonomen Gemeinschaft Kastilien und León. 

## Geografie
Villasrubias liegt etwa 125 Kilometer südwestlich von Salamanca in einer Höhe von ca. 850 m. 

## Bevölkerungsentwicklung
| Jahr      | 1900 | 1950 | 1960 | 1970 | 1981 | 1991 | 2001 | 2011 | 2021 |
| Einwohner | 675  | 841  | 683  | 515  | 489  | 447  | 349  | 245  | 251  |

## Sehenswürdigkeiten
- Peterskirche (Iglesia de San Pedro Apóstol)

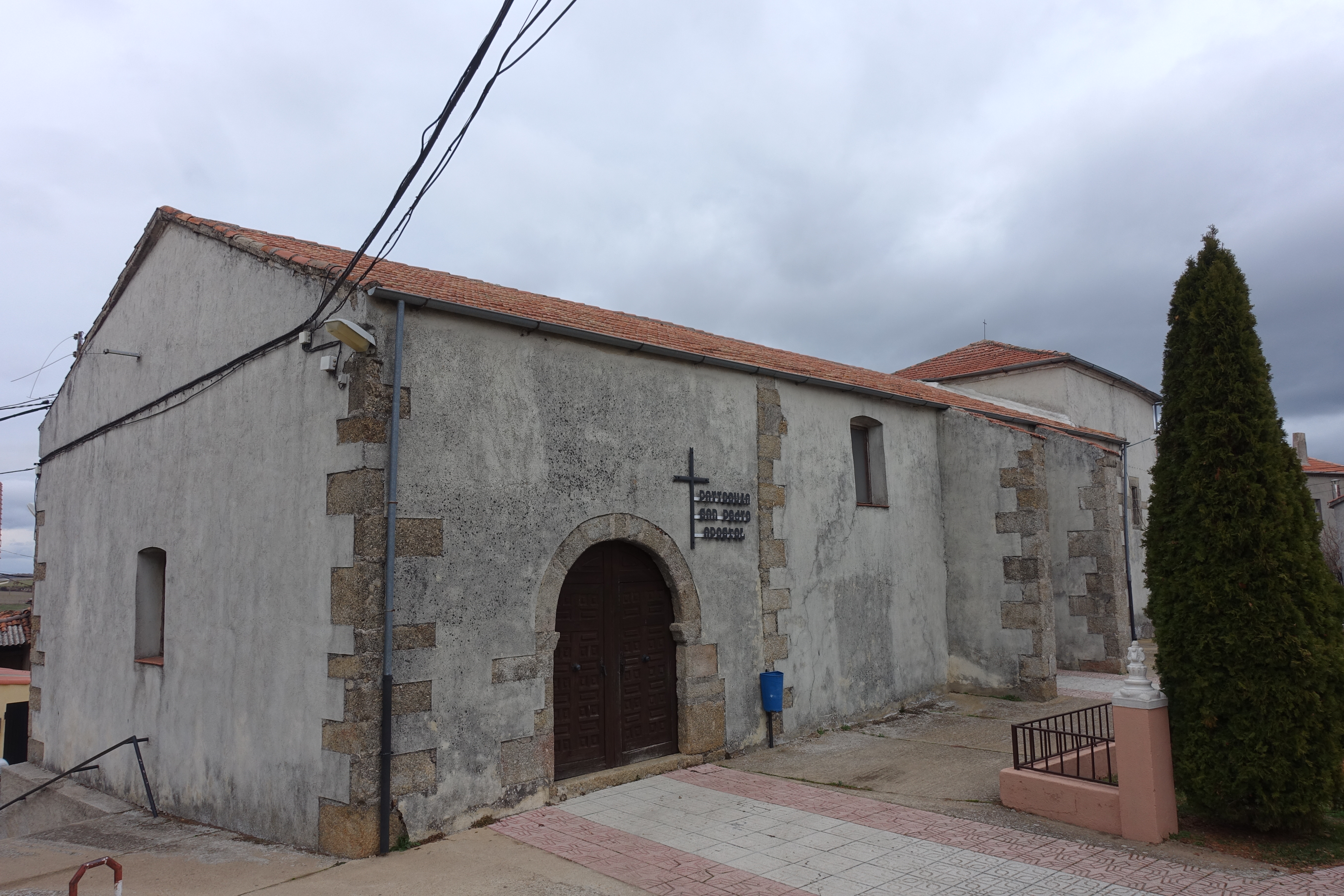
Peterskirche
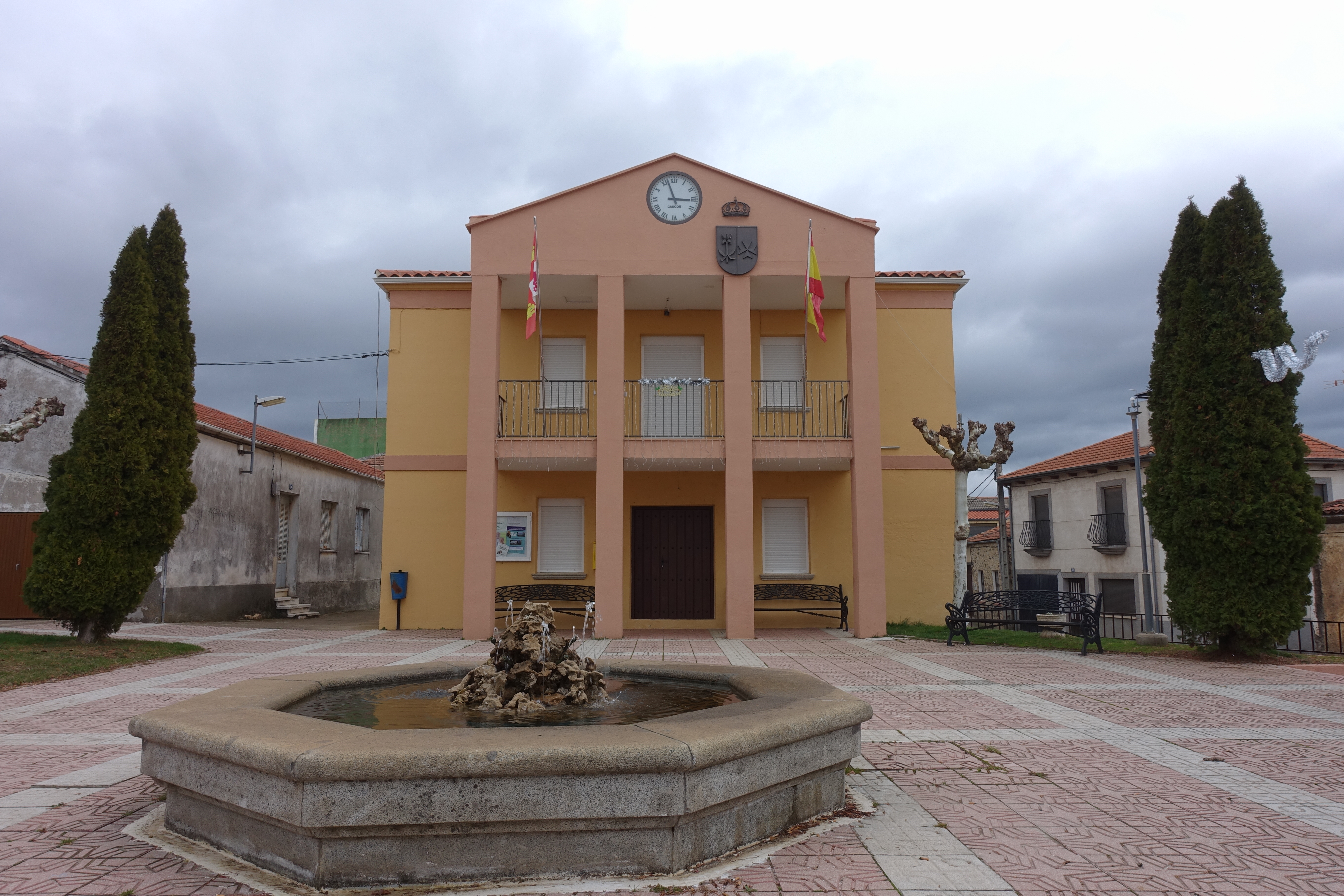
Rathaus